# Cardeniopsis rammei
Cardeniopsis rammei är en insektsart som först beskrevs av Boris Petrovich Uvarov 1953.  Cardeniopsis rammei ingår i släktet Cardeniopsis och familjen gräshoppor. Inga underarter finns listade i Catalogue of Life.